# Jezioro Tolla

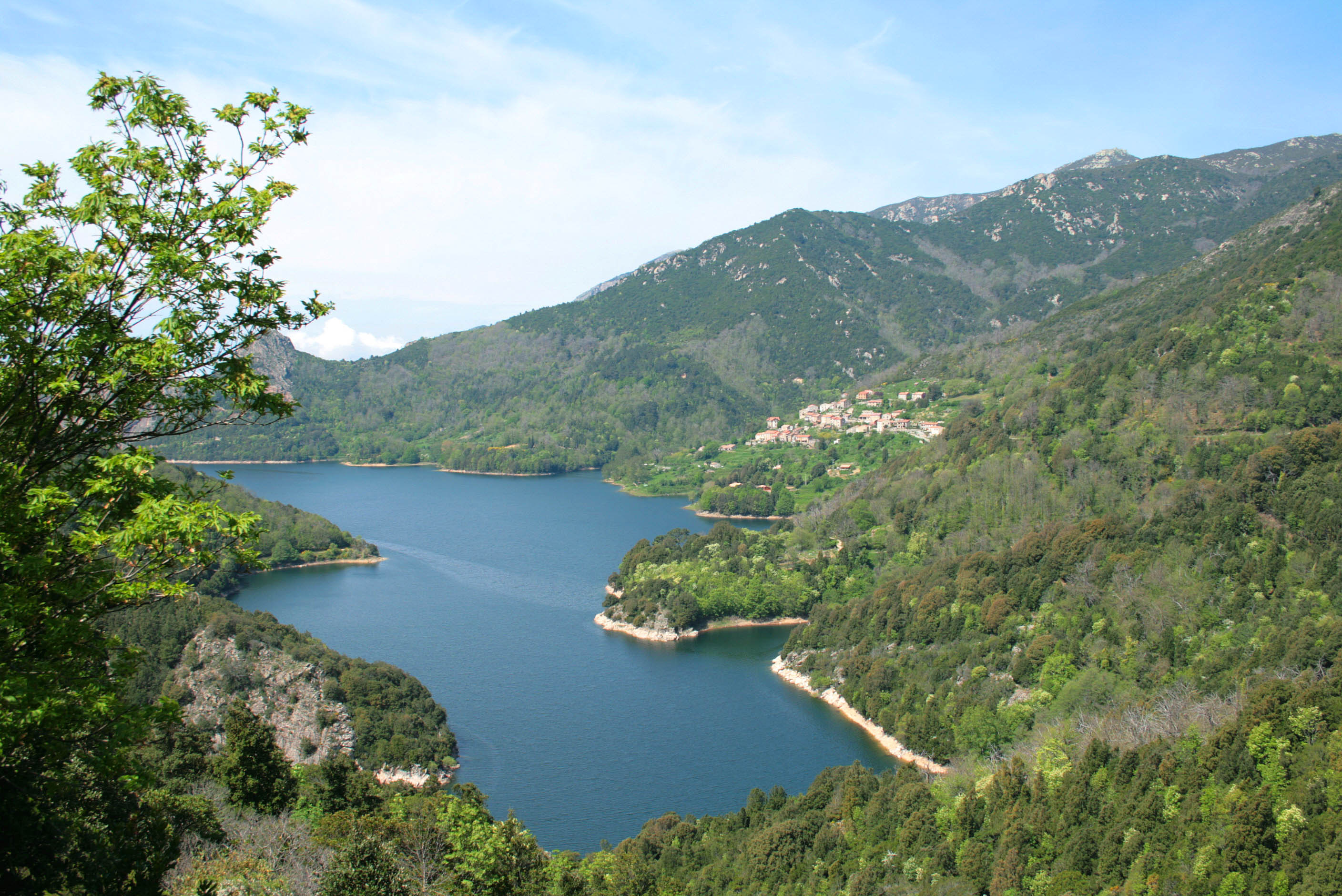
Jezioro Tolla

Jezioro Tolla (fr. Le lac de Tolla) – jezioro zaporowe w południowo-zachodniej części Korsyki, na wschód od Ajaccio w departamencie Korsyka Południowa. Współrzędne: 41° 57' 49" N, 8° 57' 52" E.

## Położenie
Sztuczny zbiornik jeziora powstał koło wsi Tolla, po przegrodzeniu zaporą rzeki Prunelli w rejonie tzw. wąwozu Prunelli (fr. Gorges du Prunelli) i tuż poniżej ujścia do niej jej lewobrzeżnego (drugiego co do długości w ogóle) dopływu – rzeki Ese.

## Historia
Zapora została zbudowana w latach 1958-1960 przez państwowe przedsiębiorstwo  Électricité de France. Działająca przy niej elektrownia wodna została oddana do użytku w 1965 r.

## Charakterystyka
Zapora  betonowa, łukowa, typu ciężkiego, ma 87 m wysokości. Długość korony zapory wynosi 120 m, jej szerokość 1,5 m. Szerokość zapory u podstawy wynosi 30 m. Powierzchnia zbiornika wynosi ok. 500 ha. Zbiornik może pomieścić maksymalnie 34,74 mln m3 wody. Lustro wody znajduje się na średniej wysokości 552 m n.p.m.
Wodę ze zbiornika, doprowadzaną systemem podziemnych sztolni i rurociągów, wykorzystują do produkcji energii elektrycznej elektrownia wodna w Tolla (o mocy 15 MW) oraz położone niżej hydroelektrownie w Ocana (fr. Usine Électrique d'Ocana; 15 MW) i w Pont de la Vanna (fr. Usine Électrique du Pont de la Vanna); 8 MW).

## Ichtiofauna
W zbiorniku, sztucznie zarybionym, występują pstrągi: potokowy i źródlany, ale także szczupak, sandacz, płoć i in.

## Funkcje rekreacyjne zbiornika
Zbiornik pełni też funkcje rekreacyjne. Na jego brzegu w miejscowości Tolle znajduje się centrum sportów wodnych, czynne od maja do września i oferujące m.in. kajaki, canoe i rowery wodne. Na jeziorze obowiązuje zakaz używania jednostek pływających z napędem spalinowym.